# Mainfonds
Mainfonds ist eine Ortschaft und eine ehemalige französische Gemeinde mit 118 Einwohnern (Stand: 1. Januar 2018) im Département Charente in der Region Nouvelle-Aquitaine (vor 2016 Poitou-Charentes). Sie gehörte zum Arrondissement Angoulême und zum Kanton Charente-Sud.
Mit Wirkung vom 1. Januar 2016 wurden die früheren Gemeinden Jurignac, Aubeville, Péreuil und Mainfonds zu einer Commune nouvelle mit dem Namen Val des Vignes zusammengelegt und haben in der neuen Gemeinde den Status einer Commune déléguée inne. Der Verwaltungssitz befindet sich im Ort Jurignac.

## Lage
Mainfonds liegt etwa 24 Kilometer (Fahrtstrecke) südwestlich von Angoulême in der Kulturlandschaft des Angoumois in einer Höhe von etwa 90 Metern ü. d. M.

## Bevölkerungsentwicklung
| Jahr      | 1962 | 1968 | 1975 | 1982 | 1990 | 1999 | 2006 | 2018 |
| Einwohner | 196  | 199  | 179  | 166  | 171  | 142  | 162  | 118  |

Bis ins ausgehende 19. Jahrhundert hinein schwankte die Einwohnerzahl der Gemeinde zwischen 300 und 400; infolge der Reblauskrise im Weinbau und der Mechanisierung der Landwirtschaft sank die Einwohnerzahl danach kontinuierlich bis auf die Tiefststände der letzten Jahrzehnte ab.

## Wirtschaft
Die Einwohner Mainfonds lebten jahrhundertelang von der Landwirtschaft; die Böden der vormaligen Gemeinde gehören zu den Fins Bois des Weinbaugebietes Cognac und so finden sich mehrere Weinfelder in der Umgebung des Ortes. Der Tourismus in Form der Vermietung von Ferienwohnungen trägt ebenfalls seit den 1960er Jahren zu den Einnahmen der Gemeinde bei.

## Geschichte
Mittelalterliche Ortsnamen lauten Maingfunt (1143) und Magnofonte (1298); beide Bezeichnungen bedeuten so viel wie ‚Große Quelle‘.

## Sehenswürdigkeiten

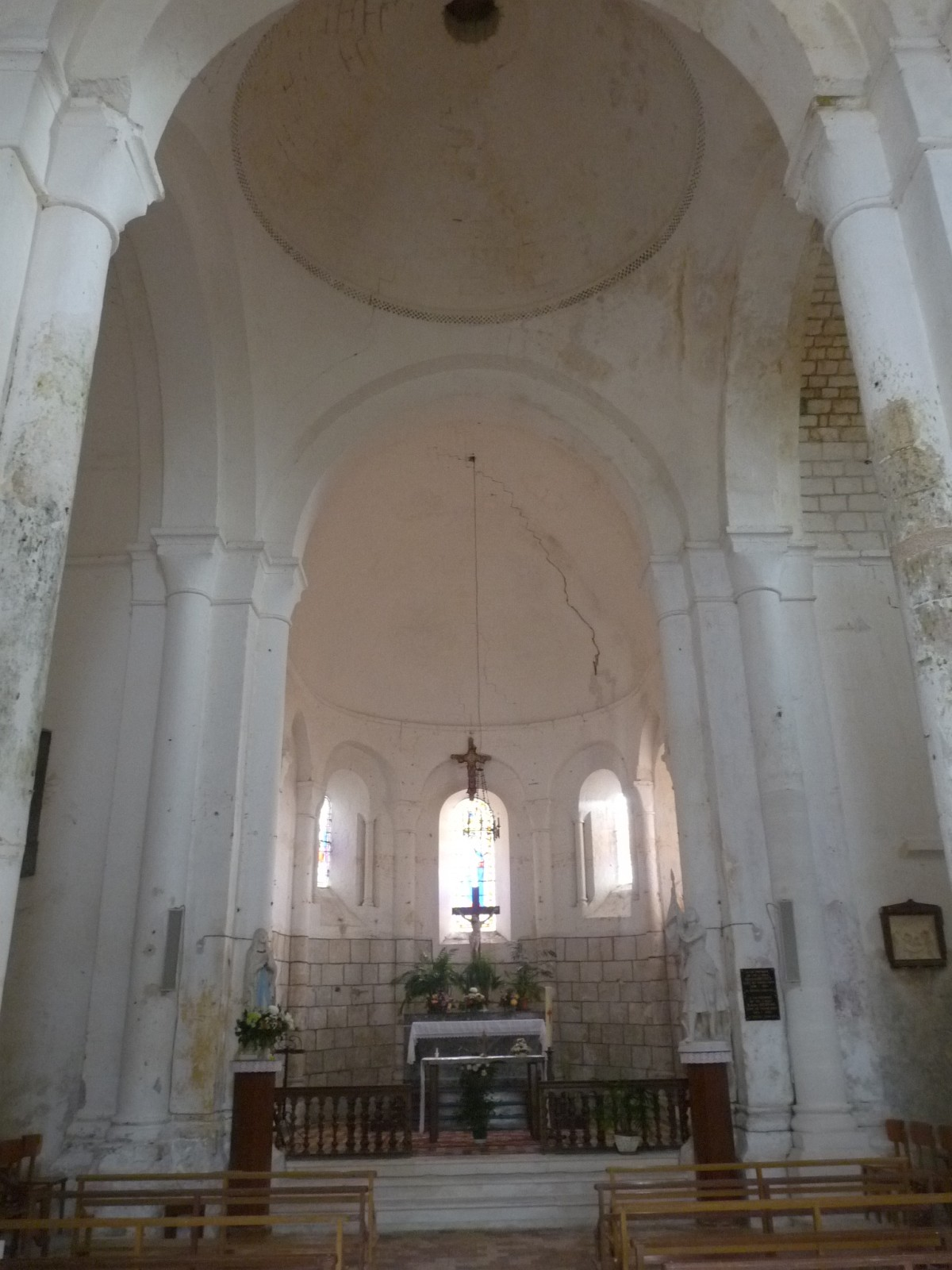
Église Saint-Médard

- Die einschiffige, aber mit einem Querhaus ausgestattete Pfarrkirche (Église Saint-Médard) ist dem 12. Jahrhundert zuzurechnen; die Seitenkapellen an den Querhausarmen sind jedoch nie fertiggestellt worden oder aber im Lauf der Geschichte verschwunden. Die mit drei unterschiedlich großen Fenstern versehene Mittelapsis ist durch Lisenen gegliedert; darüber befindet sich ein umlaufender Konsolenfries. Der Unterbau des quadratischen Vierungsturms ist seltsamerweise rund. Die Westfassade ist äußerst schmucklos gehalten; das von zwei Strebepfeilern gerahmte – später hinzugefügte – Portal schließt in einem  Segmentbogen. Das kurze Langhaus und die beiden Querhausarme sind tonnengewölbt; die Vierung schließt in einer auf Pendentifs ruhenden Kuppel mit einer zentralen Öffnung für die Glockenseile. Die Kirche ist seit dem Jahr 1926 als Monument historique[2] anerkannt.
- Der Landsitz des Château des Barrières stammt aus dem 17. Jahrhundert.